# Putthipong Assaratanakul
Putthipong Assaratanakul (tiếng Thái: พุฒิพงศ์ อัสสรัตนกุล, phiên âm: Pút-thi-pong Át-sa-rát-ta-na-cun, sinh ngày 8 tháng 10 năm 1999) còn có nghệ danh là Billkin (บิวกิ้น) là một diễn viên, ca sĩ người Thái Lan gốc Hoa. Anh được biết đến qua các vai diễn nổi bật như Tao trong My Ambulance (2019), Teh trong I Told Sunset About You (2020) và I Promised You the Moon (2021), và M trong Gia tài của ngoại (2024).

## Tiểu sử và học vấn
Billkin sinh ngày 8 tháng 10 năm 1999 tại Băng Cốc, Thái Lan. Cha anh ban đầu định đặt tên cho anh là "Eeyore" (anh có hai anh trai tên là Mickey và Winnie) nhưng sau đó đổi thành "Bill". Một ngày nọ, anh trai của anh gọi anh là "Billkin", và cái tên này đã được đổi thành tên hiện tại của anh.
Billkin hoàn thành chương trình giáo dục trung học tại trường Saint Gabriel. Anh đã tốt nghiệp ngành Quản trị Kinh doanh chương trình quốc tế, chuyên ngành Tiếp thị khoa Thương mại và Kế toán tại Đại học Thammasat.

## Sự nghiệp
Billkin bắt đầu gia nhập làng giải trí với tư cách là một diễn viên dưới trướng Nadao Bangkok. Anh là một trong những người dẫn chương trình chính của Love Missions (2016), một chương trình trực tuyến của Good Deal Entertainment.
Năm 2017, anh ra mắt với tư cách là diễn viên thông qua vai phụ trong phim Please... Siang Riak Winyan.
Năm 2019, anh bắt đầu được biết đến nhiều hơn với vai Tao trong My Ambulance. Cặp đôi phụ trong bộ phim do Billkin và Krit Amnuaydechkorn thủ vai đã nhận được một lượng lớn người hâm mộ, đặc biệt là trong giới ship cặp đôi, và đạo diễn của My Ambulance là Naruebet Kuno từng có ý định cho họ đóng vai chính trong một phần tiếp của bộ phim, nhưng đã bỏ dở vì không phù hợp trong câu chuyện trước đó. Thay vào đó, ông tạo ra một câu chuyện mới dựa theo đề tài mà ông muốn khai thác – mối quan hệ giữa hai chàng trai tuổi teen. Billkin đã tham gia vào dự án đó với tên gọi BKPP: The Series, được công bố vào tháng 2 năm 2020 và dự kiến sẽ ra mắt vào tháng 7 năm 2020. Do các hạn chế của chính phủ đặt ra giữa đại dịch COVID-19, nên việc sản xuất phim đã bị trì hoãn và sẽ phát hành vào tháng 10 năm 2020 với tựa đề I Told Sunset About You. Billkin đóng vai Teh, một học sinh trung học từ Phuket và là bạn thời thơ ấu của nhân vật Oh-aew, được đóng bởi Krit Amnuaydechkorn (PP). Năm 2021, Nadao Bangkok thông báo sẽ quay trở lại với phần 2 của I Told Sunset About You, với tên I Promised You the Moon được phát hành vào tháng 5 năm 2021.
Năm 2020, Billkin chính thức debut làm ca sĩ thông qua Nadao Music với đĩa đơn đầu tiên của mình mang tên Hug in Mind, có sự góp mặt của JAYLERR. Anh cũng hát nhạc phim của I Told Sunset About You và I Promised You The Moon. Đĩa đơn thứ hai của anh, IXO và MV âm nhạc được phát hành vào ngày 9 tháng 9 năm 2021. Anh đã tham gia từ giai đoạn lên ý tưởng cho đến viết phần điệp khúc của bài hát.

## Các phim đã tham gia

### Phim điện ảnh
| Năm  | Tên phim            | Vai | Ghi chú   | Chú thích |
| ---- | ------------------- | --- | --------- | --------- |
| 2018 | Ông anh "trời đánh" | Bon | Khách mời |           |
| 2024 | Gia tài của ngoại   | M   | Vai chính | [ 13 ]    |
| 2025 | Cưới ma giải hạn    | Man | Vai chính |           |

### Phim truyền hình
| Năm  | Tên phim                           | Vai     | Ghi chú   | Chú thích |
| ---- | ---------------------------------- | ------- | --------- | --------- |
| 2017 | Please... Siang Riak Winyan        | Tle     | Vai phụ   |           |
| 2019 | My Ambulance                       | Tao     | Vai phụ   | [ 14 ]    |
| 2019 | One Year: 365 Wan Ban Chun Ban Tur | Porsche | Vai phụ   | [ 15 ]    |
| 2020 | I Told Sunset About You            | Teh     | Vai chính | [ 16 ]    |
| 2021 | I Promised You the Moon            | Teh     | Vai chính | [ 9 ]     |

### Phim tài liệu
| Năm  | Tên phim                                 | Vai | Ghi chú   | Chú thích |
| ---- | ---------------------------------------- | --- | --------- | --------- |
| 2020 | I Told Sunset About You: The Documentary | Teh | Vai chính | [ 17 ]    |
| 2021 | I Promised You the Moon: The Documentary | Teh | Vai chính | [ 18 ]    |

### Special
| Năm  | Tên phim                | Vai          | Ghi chú   | Chú thích |
| ---- | ----------------------- | ------------ | --------- | --------- |
| 2021 | Shining in My Eyes      | Singer       | Vai chính |           |
| 2021 | Last Twilight in Phuket | Teh          | Vai chính |           |
| 2021 | NADAO x OPPO            | Art Director | Vai chính |           |

### Chương trình truyền hình
| Năm  | Tên show                                         | Ghi chú                                                              | Chú thích |
| ---- | ------------------------------------------------ | -------------------------------------------------------------------- | --------- |
| 2016 | Love Missions                                    | Host chính                                                           |           |
| 2017 | Game of Teens                                    | Khách mời (Tập 1-2) [Special Host] (Tập 23, 29-30, 39-42) Thành viên |           |
| 2018 | The Driver                                       | Khách mời (Tập 84)                                                   |           |
| 2018 | Nadao's Vlog                                     | Thành viên (Vlog 4, 7-8, 14)                                         |           |
| 2018 | Talk with Toey One Night                         | Khách mời (Tập 61)                                                   |           |
| 2019 | Opal All Around Season 3                         | Khách mời (Tập 6)                                                    |           |
| 2019 | Homelywood                                       | Khách mời (Tập 12)                                                   |           |
| 2019 | Ter Chantavit and His Gang                       | Khách mời (Tập 4)                                                    |           |
| 2019 | Guess My Age                                     | Khách mời (Tập 226-227)                                              |           |
| 2019 | Journey of Life                                  | Khách mời (Tập 93)                                                   |           |
| 2020 | GoyNattyDream - Would You Love Us If We Love You | Khách mời (Tập 18)                                                   |           |
| 2020 | Closer Than Ever                                 | Host chính                                                           |           |
| 2020 | The Wall Song                                    | Khách mời (Tập 56)                                                   |           |
| 2020 | Finnn Land                                       | Khách mời (Tập 5)                                                    |           |
| 2020 | I Can See Your Voice Thailand: Season 4          | Khách mời (Tập 22)                                                   |           |
| 2021 | CCND                                             | Thành Viên (Tập 2)                                                   |           |
| 2021 | Preawpak 2021                                    | Khách mời (Tập 29)                                                   |           |
| 2021 | Krahai Lao                                       | Khách mời (Tập 12)                                                   |           |
| 2021 | Woody Live                                       | Khách mời (Tập 8)                                                    |           |
| 2021 | The Star Idol                                    | Khách mời (Tập 14)                                                   |           |

## Danh sách nhạc

### OST
| Năm  | Tên bài hát                                          | Album                            | Chú thích |
| ---- | ---------------------------------------------------- | -------------------------------- | --------- |
| 2017 | "ไม่กลัว" (Mai Glua) ft. Tytan Teepprasan              | OST. Please... Siang Riak Winyan | [ 19 ]    |
| 2019 | "You Are My Everything"                              | OST. My Ambulance                | [ 20 ]    |
| 2019 | "I Love You ต่อจากนี้จะขอรัก...รักเธอต่อไป" (I Love You)   | OST. My Ambulance                | [ 20 ]    |
| 2020 | "กีดกัน" (Skyline)                                     | OST. I Told Sunset About You     | [ 21 ]    |
| 2020 | "แปลไม่ออก" (Can't Translate)                         | OST. I Told Sunset About You     | [ 22 ]    |
| 2020 | "โคตรพิเศษ" (Freaking Special)                        | OST. I Told Sunset About You     | [ 23 ]    |
| 2021 | "รู้งี้เป็นแฟนกันตั้งนานแล้ว" (Safe Zone) song ca với PP Krit | OST. I Promised You the Moon     | [ 24 ]    |
| 2021 | "หลอกกันทั้งนั้น" (Fake News)                             | OST. I Promised You the Moon     | [ 25 ]    |
| 2021 | "ทะเลสีดำ" (The Black Sea) song ca với PP Krit        | OST. I Promised You the Moon     | [ 26 ]    |
| 2021 | "ไม่ปล่อยมือ" (Coming of Age) song ca với PP Krit       | OST. I Promised You the Moon     | [ 27 ]    |

### Đĩa đơn
| Năm  | Tên bài hát             | Ca sĩ                                                    | Album | Chú thích |
| ---- | ----------------------- | -------------------------------------------------------- | ----- | --------- |
| 2020 | "กอดในใจ" (Hug in Mind) | Putthipong Assaratanakul (Billkin) (hợp tác với JJAYLER) |       | [ 28 ]    |
| 2021 | "I ไม่ O" (IXO)          | Putthipong Assaratanakul (Billkin)                       |       |           |

## Giải thưởng và đề cử
| Năm  | Giải thưởng                           | Hạng mục                                       | Tác phẩm                                    | Kết quả   | Chú thích |
| ---- | ------------------------------------- | ---------------------------------------------- | ------------------------------------------- | --------- | --------- |
| 2020 | Maya Awards                           | Best Official Soundtrack                       | "You Are My Everything"                     | Đề cử     | [ 29 ]    |
| 2020 | The 5th Weibo TV Series Awards        | Most Popular Foreign Actor                     | "แปลรักฉันด้วยใจเธอ" (I Told Sunset About You) | Đề cử     | [ 30 ]    |
| 2021 | Yniverse Awards 2020                  | Best Official Soundtrack                       | "แปลไม่ออก" ("Can't Translate")              | Đoạt giải | [ 31 ]    |
| 2021 | Yniverse Awards 2020                  | Best Actor (cùng với Krit Amnuaydechkorn)      | "แปลรักฉันด้วยใจเธอ" (I Told Sunset About You) | Đoạt giải | [ 31 ]    |
| 2021 | 17th Komchadluek Awards               | Best Leading Actor                             | "แปลรักฉันด้วยใจเธอ" (I Told Sunset About You) | Đoạt giải | [ 32 ]    |
| 2021 | 17th Komchadluek Awards               | Popular Singer Award                           | "แปลรักฉันด้วยใจเธอ" (I Told Sunset About You) | Đoạt giải | [ 32 ]    |
| 2021 | 2021 Joox Thailand Music Awards       | New Artist of the Year                         |                                             | Đoạt giải | [ 33 ]    |
| 2021 | 2021 Line TV Awards                   | Best Thai Song                                 | "กีดกัน" ("Skyline")                          | Đoạt giải | [ 34 ]    |
| 2021 | 2021 Line TV Awards                   | Best Kiss Scene (cùng với Krit Amnuaydechkorn) | "แปลรักฉันด้วยใจเธอ" (I Told Sunset About You) | Đoạt giải | [ 34 ]    |
| 2021 | 2021 Line TV Awards                   | Best Couple (cùng với Krit Amnuaydechkorn)     | "แปลรักฉันด้วยใจเธอ" (I Told Sunset About You) | Đoạt giải | [ 34 ]    |
| 2021 | 12th Nataraj Awards                   | Best Actor for Online Drama Series             | "แปลรักฉันด้วยใจเธอ" (I Told Sunset About You) | Đoạt giải | [ 35 ]    |
| 2021 | 1st Siam Series Awards                | Popular Soundtrack                             | "กีดกัน" ("Skyline")                          | Đoạt giải | [ 36 ]    |
| 2021 | 1st Siam Series Awards                | Best Scene (cùng với Krit Amnuaydechkorn)      | "แปลรักฉันด้วยใจเธอ" (I Told Sunset About You) | Đoạt giải | [ 36 ]    |
| 2021 | 1st Siam Series Awards                | Popular Couple (cùng với Krit Amnuaydechkorn)  | "แปลรักฉันด้วยใจเธอ" (I Told Sunset About You) | Đề cử     | [ 37 ]    |
| 2021 | Seoul International Drama Awards 2021 | Asian Drama Prize                              |                                             | Đề cử     | [ 38 ]    |
| 2021 | 15 Kazz Awards                        | Popular Male Artist Award                      |                                             | Đề cử     |           |
| 2021 | 15 Kazz Awards                        | Male Teenage of the year                       |                                             | Đề cử     |           |
| 2021 | 15 Kazz Awards                        | Male Rising Star                               |                                             | Đoạt giải |           |
| 2021 | 15 Kazz Awards                        | Best Scene (cùng với Krit Amnuaydechkorn)      | "แปลรักฉันด้วยใจเธอ" (I Told Sunset About You) | Đề cử     |           |
| 2021 | Maya Awards                           | Charming boy                                   |                                             | Đề cử     |           |
| 2021 | Maya Awards                           | Best Couple (cùng với Krit Amnuaydechkorn)     | "แปลรักฉันด้วยใจเธอ" (I Told Sunset About You) | Đề cử     |           |
| 2021 | Maya Awards                           | Best Official Soundtrack                       | "กีดกัน" ("Skyline")                          | Đề cử     |           |
| 2021 | Maya Awards                           | Male Rising Star                               |                                             | Đề cử     |           |
| 2021 | Maya Awards                           | Solo Artist                                    |                                             | Đề cử     |           |